# Aespa
Aespa (кор. 에스파; ром: eseupa; стилізується як æspa, читається як Еспа) — південнокорейський жіночий гурт, сформований у 2020 році компанією SM Entertainment. Складається з чотирьох учасниць: Каріни, Жизель, Вінтер та Ніннін. Гурт дебютував 17 листопада 2020 року з синглом «Black Mamba».

## Назва
Їх назва є комбінацією «æ», що означає «Avatar X Experience» (укр. Аватар Х Досвід), і «aspect» (укр. сторона/перспектива), що означає «двосторонні». Разом значення назви гурту — можливість пізнати новий світ з допомогою свого аватара. 17 листопада, в день їх дебюту, була оголошена назва фандома «MY» (кор. 마이, читається як «май»), що означає «найдорогоцінніший друг» KWANGYA, де живуть аватари aespa.

## Історія

### 2016-2019: Пре-дебют
Ніннін була представлена як учасниця SM Rookies 19 вересня 2016 року. У складі пре-дебютної команди вона з'явилася на Rookies Princess: who's the Best? сегмент програми My SMT в 2016 році, а також брала участь у записах для корейської анімаційної телепрограми Shining Star в 2017 році.

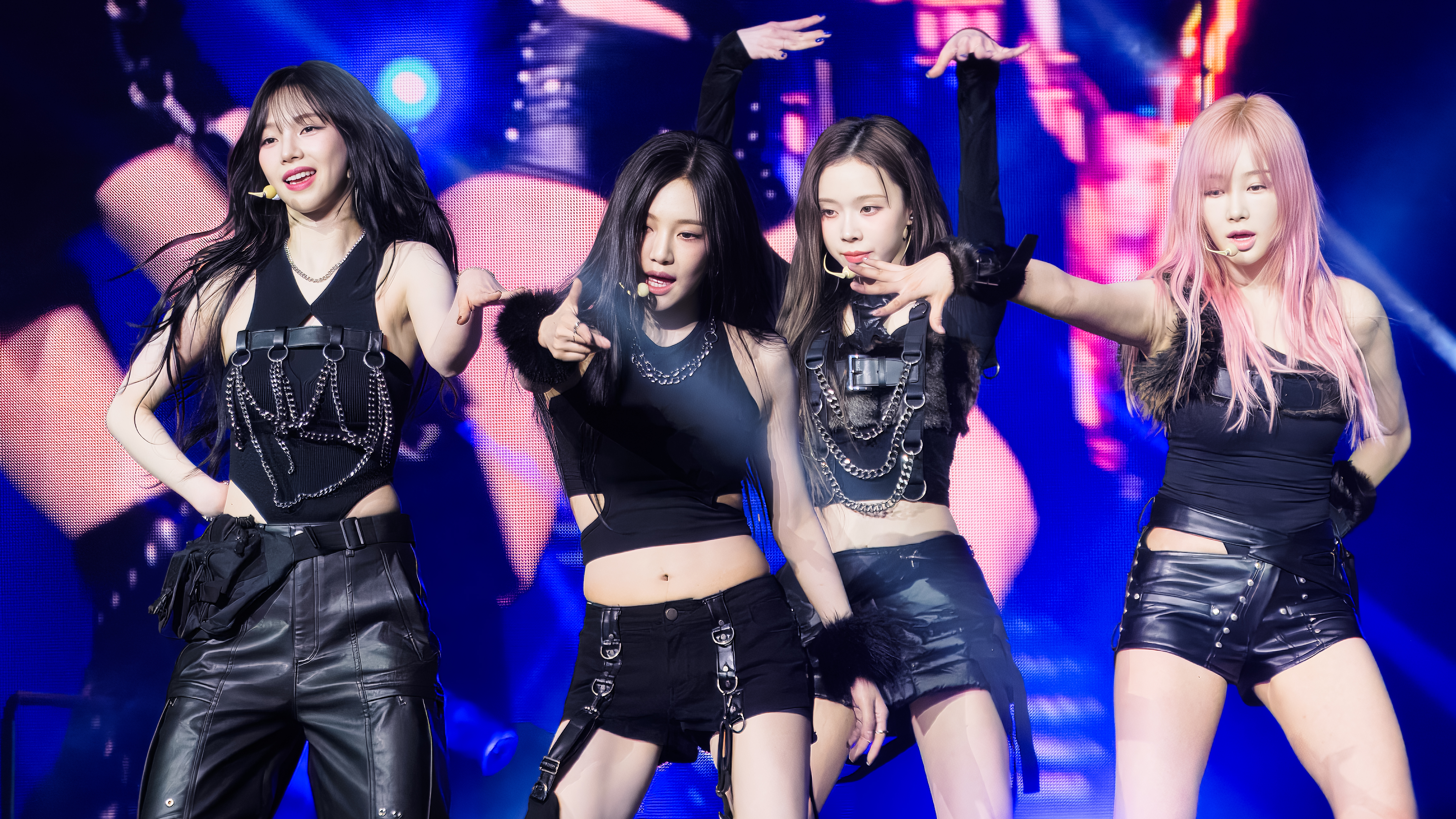

Каріна з'явилася у відеокліпі Теміна на пісню «Want» у лютому 2019 року і виступила з ним у кількох музичних програмах.

### 2020-2021: Дебют з «Black Mamba» та успіхSavage
26 жовтня SM оголосили, що представлять новий жіночий гурт, перший з моменту дебюту Red Velvet в 2014 році. Пізніше в той же день стало відомо, що дебют нового гурту SM відбудеться в листопаді. Учасниці були розкриті індивідуально з 27 по 30 жовтня (у порядку Вінтер, Каріна, Ніннін та Жизель).
Засновник SM Entertainment Лі Су Ман пояснив концепцію aespa на Всесвітньому форумі культурної індустрії 2020 року, який проводився онлайн 28 жовтня. 1 листопада було оголошено, що гурт дебютує 17 листопада з синглом «Black Mamba». 20 листопада aespa дебютували на сцені Music Bank.
17 січня 2021 року aespa виграли свою першу перемогу на музичному шоу за свій дебютний сингл на Inkigayo.
29 січня SM Entertainment оголосили, що aespa випустять сингл «Forever», який є рімейком оригінальної пісні авторства Ю Йон Чжина, випущеної в 2000 році в рамках проекту «SM Winter Vacation in SMTOWN.com». Пісня «Forever» була випущена 5 лютого, вона є баладою, в якій текст супроводжується звучанням акустичної гітари та струнних інструментів.
4 травня було оголошено, що aespa випустять третій цифровий сингл наприкінці місяця. Сингл «Next Level» був випущений 17 травня і став їх першим хітом, потрапивши до топ-5 у цифровому чарті Gaon.
22 липня було оголошено, що Aespa підписали контракт із Creative Artists Agency для просування США.
14 вересня SM Entertainment оголосили, що Aespa випустять перший мініальбом Savage 5 жовтня. Альбом містить шість треків, включаючи однойменний сингл. Альбом було випущено 5 жовтня. Мініальбом ознаменував першу та найвищу позицію Aespa в американському чарті Billboard 200, досягнувши 20-го місця, та дебютувала на вершині чарту альбомів Gaon. Протягом 15 днів після випуску стало відомо, що альбом розійшовся тиражем 513 292 тис. копій.
Aespa стали першим південнокорейським жіночим гуртом, що виступив на параді «Macy's Thanksgiving Day Parade» у Нью-Йорку. 2 грудня Aespa виграли свій перший Десан на премії Asia Artist Awards. Через два дні, 4 грудня, гурт виграв свій другий Десан на премії Melon Music Awards у номінації «Запис року».
4 листопада було оголошено, що Aespa випустять ремейк пісні S.E.S «Dreams Come True», яка була випущена 20 грудня. Музичне відео на пісню було знято режисером Lucid colour, хореографом стала БоА, і в ньому були представлені оригінальні голографічні метелики та крила, які можна побачити у відеокліпі S.E.S. Пісня досягла 17-го місця у цифровому чарті Gaon та 7-го місця у світовому чарті цифрових пісень Billboard.
26 грудня учасниці Каріна та Вінтер були оголошені учасницями майбутнього проектного супергурту Got the Beat. Гурт дебютував з синглом «Step Back» 3 січня 2022.

### 2022-донині: Виступ на Коачеллі,Girlsта перший сольний концерт

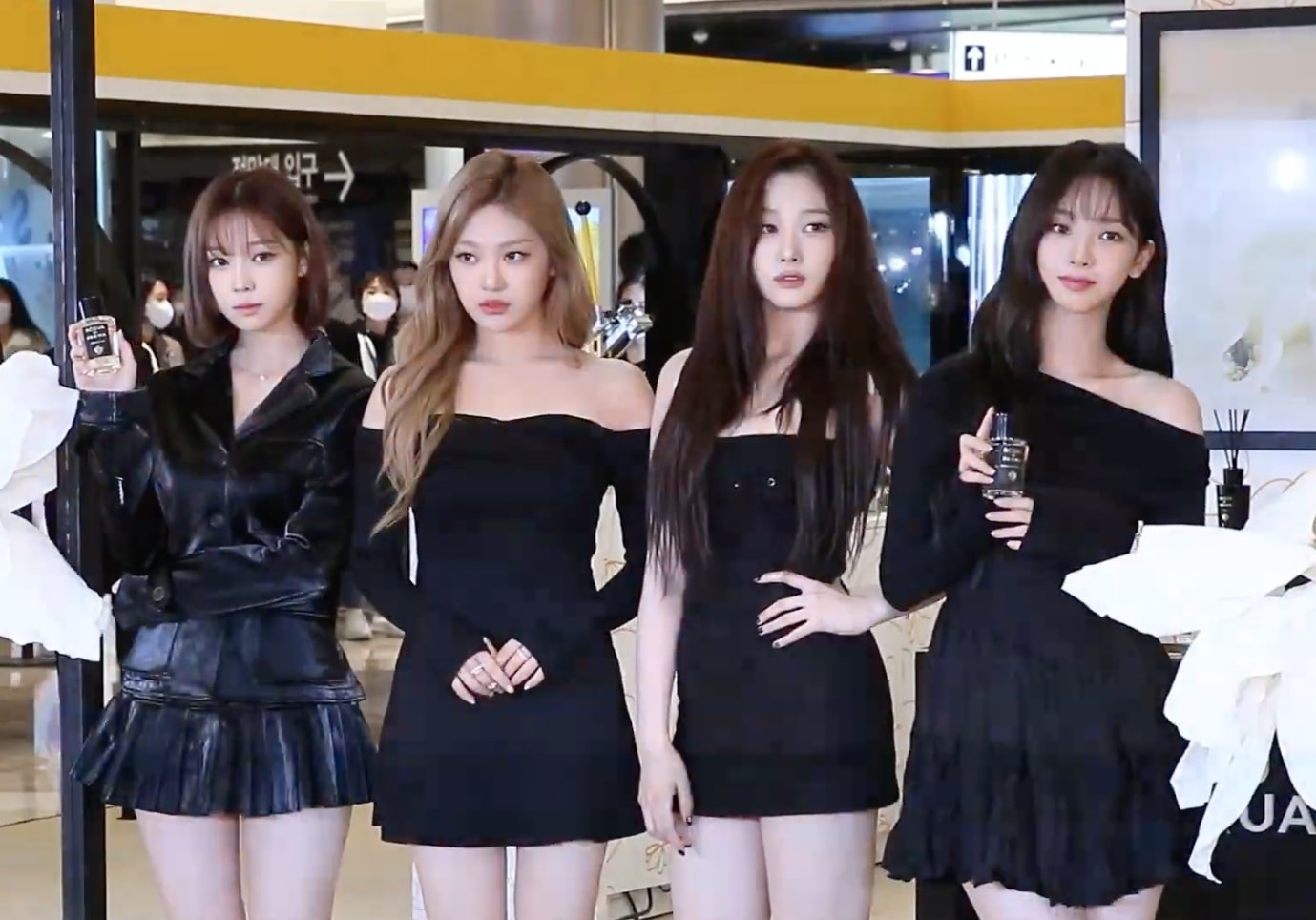
Aespa у листопаді 2022

8 січня 2022 року гурт став першим виконавцем, який отримав нагороду «Артист року» на церемонії вручення премії Golden Disc Awards.
19 квітня було оголошено, що Aespa виступлять на другому тижні щорічного фестивалю музики Коачелла 23 квітня з піснями «Savage», «Next Level», «Black Mamba» та англійською версією нової, невиданої пісні під назвою «Life's Too Short», який буде включений у майбутній альбом.
12 травня група була включена до списку лідерів наступного покоління журналу Time. 27 травня група була включена до списку Forbes 30 Under 30.
1 червня SM Entertainment оголосили про підписання глобального партнерства з Warner Records.  Вони також оголосили, що 8 липня Aespa випустять свій другий мініальбом Girls, який містить дев'ять треків, включаючи однойменний заголовний трек, їх перші два сингли «Black Mamba» і «Forever», а також «Dreams Come True», який раніше був  випущений як провідний сингл з альбому 2021 Winter SMTOWN: SMCU Express у грудні 2021 року.  До цього «Illusion» і «Life's Too Short» передували мініальбому як пре-релізних синглів, випущених 1 і 24 червня.
18 січня 2023 року було оголошено, що гурт виступить на щорічному Governors Ball Music Festival. Це зробило їх першим K-pop гуртом, який взяв участь у фестивалі. 20 січня SM Entertainment оголосили, що гурт проведе свій перший концерт Synk: Hyper Line, починаючи з 25 лютого.

## Учасниці

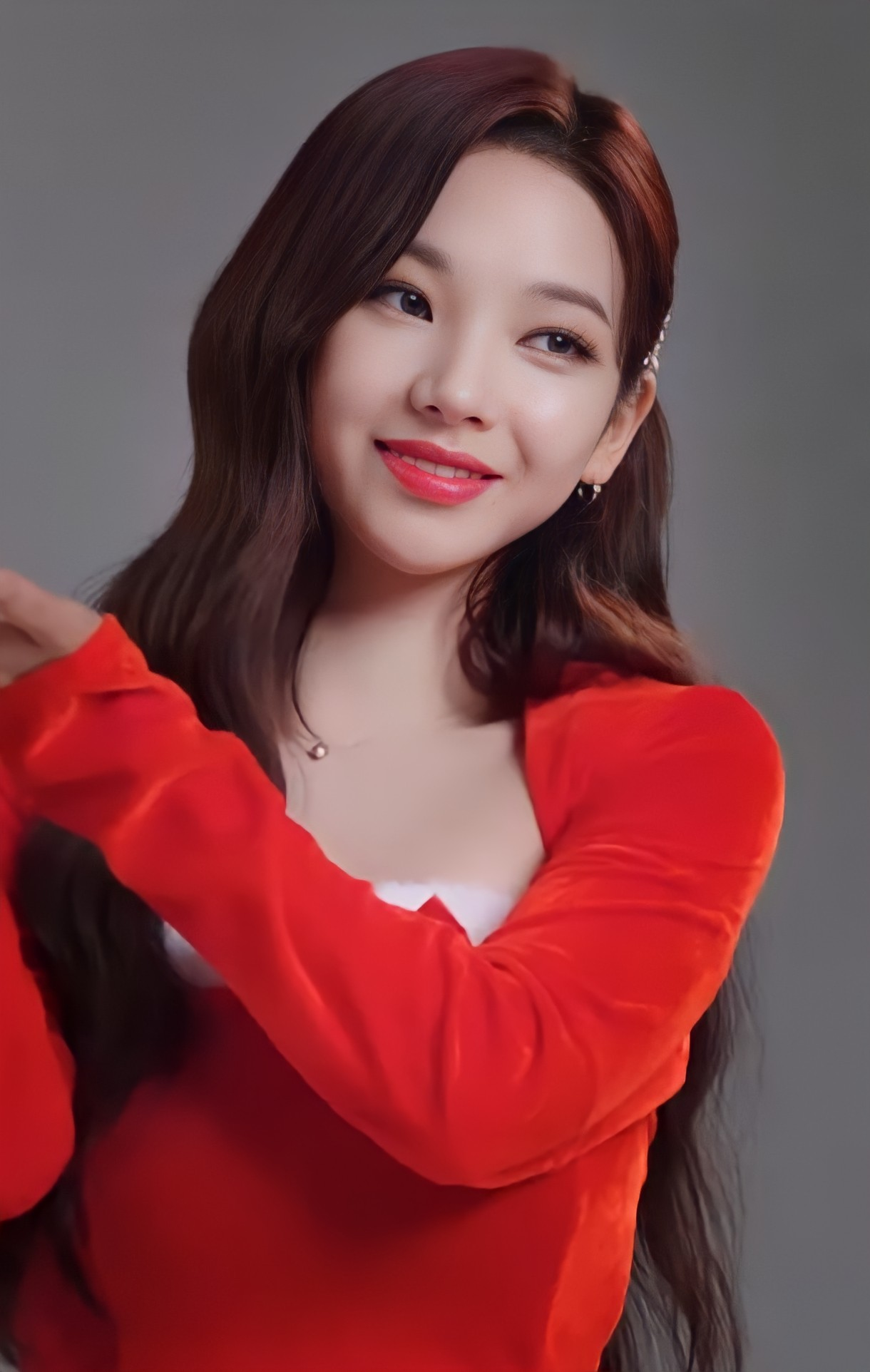
Каріна
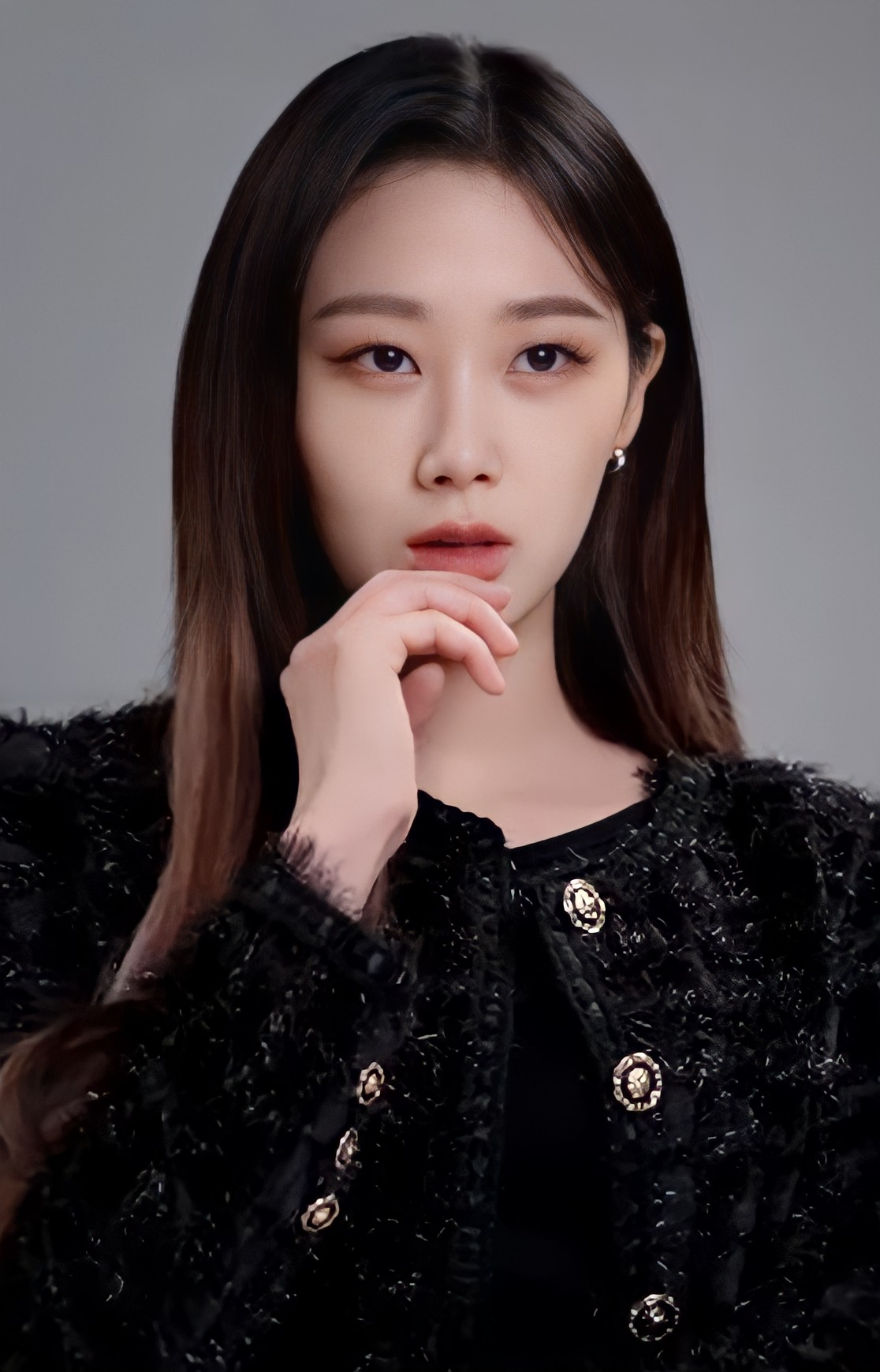
Жизель
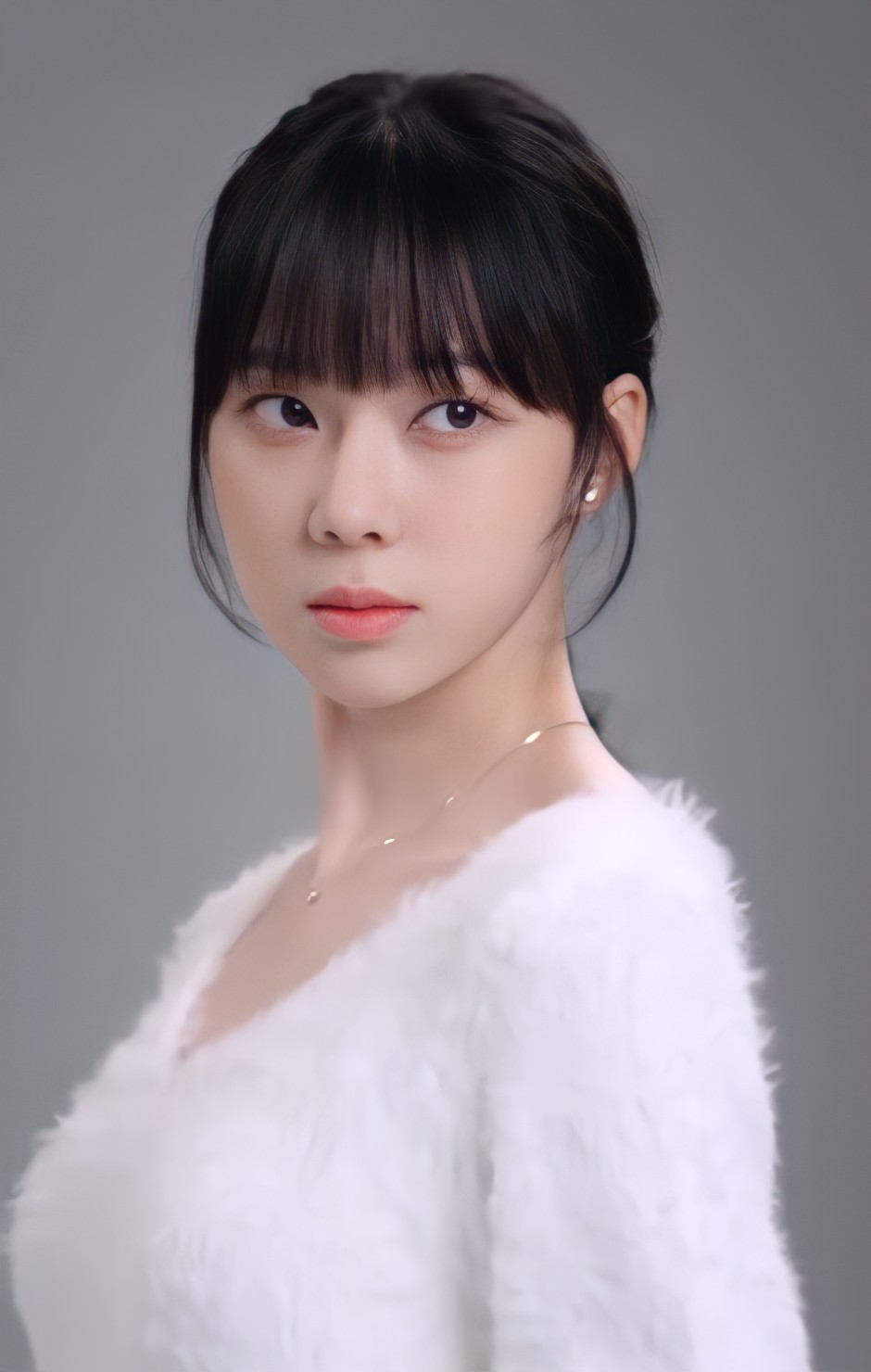
Вінтер
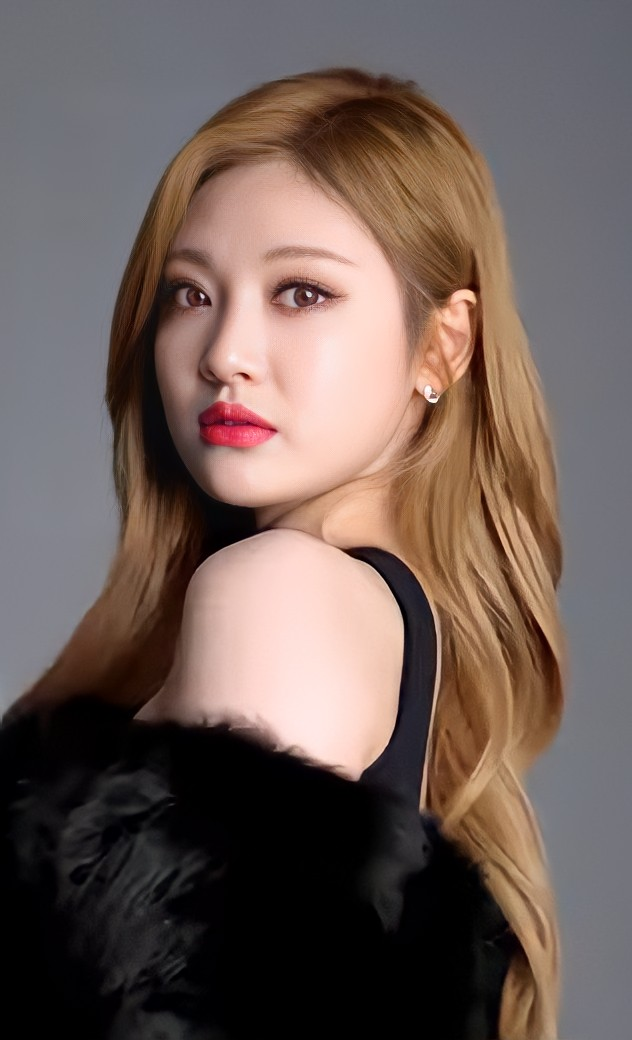
Ніннін

| Сценічне ім'я | Сценічне ім'я | Сценічне ім'я | Справжнє і'мя        | Справжнє і'мя            | Справжнє і'мя               | Дата народження           | Позиція у гурті                              |
| Українською   | Латиницею     | Хангилем      | Українською          | Латиницею                | Хан. / яп. / кит.           | Дата народження           | Позиція у гурті                              |
| ------------- | ------------- | ------------- | -------------------- | ------------------------ | --------------------------- | ------------------------- | -------------------------------------------- |
| Каріна        | Karina        | 카리나        | Ю Джимін             | Yu Jimin                 | 유지민                      | 11 квітня 2000 (25 років) | Лідерка, головна танцюристка, ведуча реперка |
| Жизель        | Giselle       | 지젤          | Утінага Єрі          | Uchinaga Aeri            | 우치나가에리 / うちながえり | 30 жовтня 2000 (24 роки)  | Головна реперка, саб-вокалістка, танцюристка |
| Вінтер        | Winter        | 윈터          | Кім Мінджон          | Kim Min Jeong            | 김민정                      | 1 січня 2001 (24 роки)    | Ведуча вокалістка, ведуча танцюристка        |
| Ніннін        | Ningning      | 닝닝          | Чо Єтак / Нін Йічжоу | Jeo Ye Tak / Ning Yizhuo | 저예탁 / 宁艺卓             | 23 жовтня 2002 (22 роки)  | Головна вокалістка, танцюристка, макне       |

## Дискографія
Альбоми
- Armageddon (2024)

## Фільмографія

### Веб-шоу
| Рік  | Назва         | Прим.  |
| ---- | ------------- | ------ |
| 2022 | Synk Road     | [ 39 ] |
| 2023 | Better Things | [ 40 ] |

## Відеографія

### Музичні кліпи
| Назва пісні                          | Рік  | Режисер(и)                           | Прим.  |
| ------------------------------------ | ---- | ------------------------------------ | ------ |
| «Black Mamba»                        | 2020 | Oui Kim                              | [ 41 ] |
| «Forever» (кор. 약속)                | 2021 | Sunny Visual (Yoo Sung-kyun)         | [ 42 ] |
| «Next Level»                         | 2021 | Beomjin (Paranoid Paradigm)          | [ 43 ] |
| «Next Level (Habstrakt Remix)»       | 2021 | Beomjin (Paranoid Paradigm)          | [ 44 ] |
| «Savage»                             | 2021 | 725 (SL8 Visual Lab)                 | [ 45 ] |
| «Dreams Come True»                   | 2021 | Flipevil (Seo Dong-hyeok, Jason Kim) | [ 46 ] |
| «Life's Too Short» (English Version) | 2022 | Segaji Video (Kim Hyun-soo)          | [ 47 ] |
| «Girls»                              | 2022 | Oui Kim                              | [ 48 ] |
| «Girls (Brllnt Remix)»               | 2022 | Невідомий                            | [ 49 ] |

### Інші відео
| Назва                                                                  | Рік  | Режисер(и)                | Прим.  |
| ---------------------------------------------------------------------- | ---- | ------------------------- | ------ |
| «My, Karina»                                                           | 2020 | hamjae [88 GH]            | [ 50 ] |
| «Synk, æspa»                                                           | 2020 | 051/Heung                 | [ 51 ] |
| «Synk, Winter»                                                         | 2020 | 051/Heung                 | [ 52 ] |
| «Synk, Giselle»                                                        | 2020 | 051/Heung                 | [ 53 ] |
| «Synk, Ningning»                                                       | 2020 | 051                       | [ 54 ] |
| «Synk, Karina»                                                         | 2020 | 051                       | [ 55 ] |
| «'Black Mamba' The Debut Stage»                                        | 2020 | Lim Sung-kwan             | [ 56 ] |
| «'Forever' (кор. 약속) The Performance Stage (Cozy Winter Cabin Ver.)» | 2021 | Невідомий                 | [ 57 ] |
| «'Forever' (кор. 약속) The Performance Stage (Glitter Snowball Ver.)»  | 2021 | Невідомий                 | [ 58 ] |
| «'Forever' (кор. 약속) The Performance Stage (Romantic Street Ver.)»   | 2021 | Невідомий                 | [ 59 ] |
| «ep1. 'Black Mamba' — SM Culture Universe»                             | 2021 | Son Tae-heung and Min Heo | [ 60 ] |
| «'Next Level' The Performance Stage #1»                                | 2021 | Невідомий                 | [ 61 ] |
| «'Next Level' The Performance Stage #2»                                | 2021 | Невідомий                 | [ 62 ] |
| «'Next Level' The Performance Stage #3»                                | 2021 | Невідомий                 | [ 63 ] |
| «ep2. 'Next Level' – SM Culture Universe»                              | 2022 | Son Tae-heung             | [ 64 ] |
| «'Girls' The Performance Stage #1»                                     | 2022 | Невідомий                 | [ 65 ] |
| «'Girls' The Performance Stage #2»                                     | 2022 | Невідомий                 | [ 66 ] |

## Концерти та тури

### Шоукейс «Synk»
| Дата                    | Місто    | Країна | Місце проведення | К-сть відвідувачів |
| ----------------------- | -------- | ------ | ---------------- | ------------------ |
| 26 червня 2022          | Інглвуд  | США    | YouTube Theater  | 10,000             |
| 27 червня 2022          | Інглвуд  | США    | YouTube Theater  | 10,000             |
| 6 серпня 2022 (два шоу) | Йокогама | Японія | Pia Arena MM     | 40,000             |
| 7 серпня 2022 (два шоу) | Йокогама | Японія | Pia Arena MM     | 40,000             |

### Участь у концертах
- SM Town Live «Culture Humanity» (2021)[70][71]
- SM Town Live 2022: SMCU Express at Kwangya (2022)[72]
- SM Town Live 2022: SMCU Express (2022)[73]

## Нотатки
1. ↑  Назва «Aespa Showcase Synk in LA»
2. ↑  Назва «Aespa Japan Premium Showcase 2022 ~Synk~»